# 테리클로스

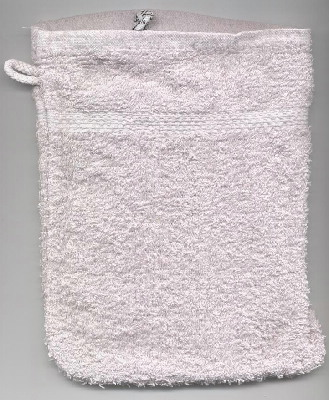

테리클로스(terrycloth)는 다량의 물을 흡수할 수 있는 많은 돌출된 실 루프로 짜여진 옷감이다. 직조나 뜨개질로 제작할 수 있다. 테리클로스는 필러나 위사가 측면으로 발사되는 두 개의 세로 날실 빔이 있는 특수 직기로 직조된다.

## 역사
느슨하고 절단되지 않은 날실의 고리로 형성된 더미가 있는 직물은 고대 이집트와 콜럼버스 이전 페루에서 짜여졌다. 기원전 4000년의 린넨 테리클로스가 있다. 그러나 현대적인 형태는 19세기 중반에 서양에 소개되었다. 영국의 수건 제조업체인 크리스티(Christy)는 튀르키예에서 손으로 짠 테리클로스를 관찰한 것을 바탕으로 1850년에 산업 생산을 시작했으며 직원 중 한 명인 사무엘 홀트가 설계한 기계를 사용하여 생산했다. 빅토리아 여왕은 "Royal Turkish Towels"라는 이름을 승인했다. 미국에서는 제1차 세계대전 이후 인기를 끌었다.
이 단어의 유래는 불분명하다. 그것은 프랑스어 tiré에서 파생되었을 수 있으며 원래는 테리 파일(terry pile) 또는 테리 벨벳(terry velvet)이라고 불리는 자르지 않은 벨벳에 사용되었다.